# Willem van Male
Willem van Male, gelatiniseerd Guilielmus Malinaeus (Brugge, ca. 1500 – Brussel, 1 januari 1560) was een Vlaams edelman, humanist en secretaris van keizer Karel V. Hij assisteerde hem met het schrijven van zijn memoires.

## Leven
Van Male kwam uit een verarmd Brugs adelsgeslacht. Hij kreeg een goede opleiding en werd een van de voornaamste latinisten van zijn tijd. Uitgeweken naar Spanje, trad hij in dienst van de hertog van Alva. Hij streefde naar kerkelijke benoemingen, maar bekwam ze niet. Vervolgens richtte hij zich op een letterkundige carrière en vertaalde hij een Spaans boek van Luis de Ávila y Zúñiga over de Duitse campagne van keizer Karel V in het Latijn. Hij keerde terug naar de Nederlanden en bekwam in 1550 door tussenkomst van zijn vriend Lodewijk van Praet een aanstelling als kamerheer van de keizer. 
In deze klerkenfunctie werd Van Male een vertrouwenspersoon van Karel V. Tijdens een vijfdaagse bootreis op de Rijn begon de keizer hem zijn memoires te dicteren in het Frans. Ook werd hij belast met de Latijnse vertaling ervan. Daarna moest hij de uitgave verzorgen van de Spaanse vertaling die de keizer met Hernando de Acuña had gemaakt van Le chevalier délibéré van Olivier de la Marche. Hij kreeg hiervoor het drukprivilege ter waarde van 500 écus, maar diende de impressie van 2000 exemplaren te bekostigen. Tijdens het Beleg van Metz in 1552 leerde hij de keizer Latijn aan de hand van de Vulgaat.
Na Karels troonsafstand scheepte Van Male in 1556 met zijn gezin in op het keizerlijke schip naar Spanje. Regelmatig redigeerde hij de gezondheidsbulletins die aan het hof werden bezorgd. Van nabij beleefde hij Karels laatste levensjaren in Yuste, niet zonder wantrouwen op te wekken bij de Spanjaarden. Na de dood van de keizer reisde Van Male in 1559 door Frankrijk terug naar Brussel. De onafgewerkte memoires van de keizer had hij moeten afgeven aan Luis de Quijada. Hij was in slechte gezondheid, stierf het volgende jaar en werd begraven in de Sint-Goedelekerk.

## Familie
Hij trouwde in 1553 met Hippolyte Reynen (1526-1579). Ze hadden vijf kinderen:
- Karel van Male (1553-1616)
- Eleonora van Male (1555)
- Maximiliaan van Male (1556)
- Antoon van Male
- Jan van Male (1559)

## Correspondentie
De correspondentie van Willem van Male is in 1843 uitgegeven. Ze bevat onder meer 31 brieven die hij in 1550-1555 richtte aan zijn vriend Lodewijk van Praet, waaronder de brief van 11 november 1552 waarin hij het had over bekentenissen van de keizer, die zelfs zijn inschattingsfouten en misdaden zou hebben opgelijst. Een ander epistel bevat een kritiek op het geschiedwerk van Paolo Giovio over de Slag om Tunis. De briefwisseling is een waardevolle bron voor het reconstrueren van het dagelijks leven van de keizer vanaf 1550.

## Publicaties
- Ludovici de Avila Commentariorum de bello germanico a Carolo V caesare gesto Libri II, 1550 (vertaling van Luis de Ávila y Zúñiga)
- Lettres sur la vie intérieure de l'empereur Charles Quint par Guillaume van Male, Gentilhomme de sa chambre, ed. Frédéric de Reiffenberg, 1843

## Voetnoten
1. ↑  Van Male geeft hier lucht aan het ongenoegen van de keizer over de twee boeken van Giovio's Historiae sui temporis (1554) die de Tunis-campagne behandelen: zie de brief getiteld Ad Paulum Jovium epistola de belle tunetano, scripta nomine D. Ludovici de Avila, nobilis cubicularii.

- Bibsys: 6073681
- Biografisch Portaal: 83732058
- Digitale Bibliotheek voor de Nederlandse Letteren: mali003
- Gemeinsame Normdatei: 124662013
- International Standard Name Identifier: 0000 0000 1868 822X
- Nederlandse Thesaurus van Auteursnamen: 292185723
- Virtual International Authority File: 30476639
- WorldCat: E39PCjF6MfGbRDPgJ3YmFtC3kP